# Le Bip-Bip Show
 (mai 2025).
Si vous disposez d'ouvrages ou d'articles de référence ou si vous connaissez des sites web de qualité traitant du thème abordé ici, merci de compléter l'article en donnant les références utiles à sa vérifiabilité et en les liant à la section « Notes et références ».
 (mai 2025).

Le Bip-Bip Show (The Road Runner Show) est une série d'animation américaine, coproduite par Warner Bros. Cartoons. La série est initialement diffusée le 10 septembre 1966 à 1968 sur CBS puis au 4 septembre 1971 au 26 février 1972 sur ABC.

## Épisodes (saison 3)
| Nº | Bip-Bip et Coyote           | Titi et Grosminet            | Autre                    | Date de diffusion |
| 1  | Zip 'N Snort                | The Jet Cage                 | The Wild Chase           | 4 septembre 1971  |
| 2  | Beep Prepared               | Putty Tat Trouble            | Cats and Bruises         | 11 septembre 1971 |
| 3  | Ready, Set, Zoom!           | Hyde and Go Tweet            | Weasel While You Work    | 18 septembre 1971 |
| 4  | Zoom at the Top             | Tree Cornered Tweety         | Hoppy Daze               | 25 septembre 1971 |
| 5  | War and Pieces              | Tweety's Circus              | A Sheep in the Deep      | 2 octobre 1971    |
| 6  | To Beep or Not to Beep      | Trick or Tweet               | Birds of a Father        | 9 octobre 1971    |
| 7  | The Solid Tin Coyote        | A Street Cat Named Sylvester | The Dixie Fryer          | 16 octobre 1971   |
| 8  | There They Go-Go-Go!        | Dog Pounded                  | Woolen Under Where       | 23 octobre 1971   |
| 9  | Scrambled Aches             | Hawaiian Aye Aye             | Dr. Jerkyl's Hide        | 30 octobre 1971   |
| 10 | Sugar and Spies             | A Bird in a Guilty Cage      | Cannery Woe              | 6 novembre 1971   |
| 11 | Whoa, Be-Gone!              | Tweet Tweet Tweety           | Don't Axe Me             | 13 novembre 1971  |
| 12 | Clippety Clobbered          | Greedy for Tweety            | Pop 'im Pop!             | 20 novembre 1971  |
| 13 | Hopalong Casualty           | Tweet and Lovely             | Wild Over You            | 27 novembre 1971  |
| 14 | Hairied and Hurried         | Tugboat Granny               | Mother Was a Rooster     | 4 décembre 1971   |
| 15 | Lickety-Splat               | Tweet and Sour               | Fish and Slips           | 11 décembre 1971  |
| 16 | Tired and Feathered         | Fowl Weather                 | A Mutt in a Rut          | 18 décembre 1971  |
| 17 | Going! Going! Gosh!         | Gift Wrapped                 | Mouse-Taken Identity     | 25 décembre 1971  |
| 18 | Rushing Roulette            | Ain't She Tweet              | The Mouse on 57th Street | 1er janvier 1972  |
| 19 | Stop! Look! And Hasten!     | Catty Cornered               | Chili Weather            | 8 janvier 1972    |
| 20 | Highway Runnery             | A Pizza Tweety-Pie           | Strangled Eggs           | 15 janvier 1972   |
| 21 | Gee Whiz-z-z-z-z-z-z        | Trip for Tat                 | What's My Lion?          | 22 janvier 1972   |
| 22 | Shot and Bothered           | Muzzle Tough                 | Touché and Go            | 29 janvier 1972   |
| 23 | Fast and Furry-ous          | A Bird in a Bonnet           | Claws in the Lease       | 5 février 1972    |
| 24 | Out and Out Rout            | Tweet Dreams                 | The Slick Chick          | 12 février 1972   |
| 25 | Run, Run, Sweet Road Runner | Snow Business                | To Itch His Own          | 19 février 1972   |
| 26 | Boulder Wham!               | Tweet Zoo                    | The Slap-Hoppy Mouse     | 26 février 1972   |